# Jorge Andrade
Jorge Andrade (Lisboa, 9 d'abril de 1978) és un futbolista portuguès, d'origen cap-verdià. Ocupa la posició de defensa.

## Trajectòria

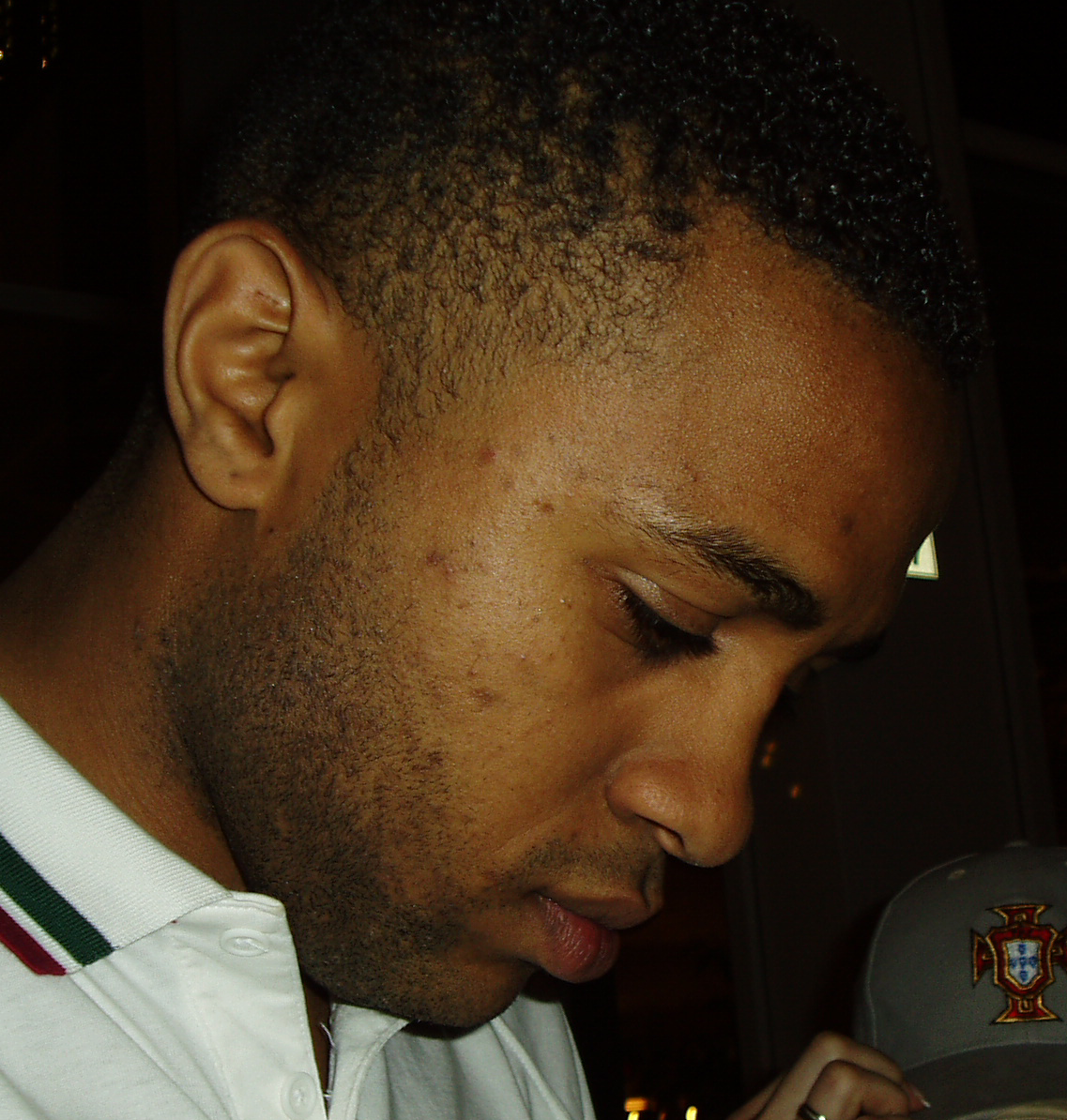
Jorge Andrade

Andrade va fer el seu debut professional el 1997 amb l'Estrela da Amadora. El 2000 fitxa pel FC Porto, on romandria dos anys. L'estiu del 2002 fitxa pel Deportivo de La Corunya per 12 milions d'euros.
VA militar durant cinc anys al club gallec, en els quals va jugar 123 partits a la primera divisió espanyola. El 2007, marxa cap a la Juventus FC per aproximadament 10 milions d'euros. Poc després de començar la lliga, un 23 de setembre de 2007, es lesiona seriosament en el partit davant l'AS Roma, perdent-se la resta de la competició.
La pretemporada de la temporada 08/09 torna a recaure i es torna a perdre tota la temporada. Donat l'escàs rendiment del jugador, l'equip italià rescindeix el contracte. Sense equip, el portugués entrena amb el Notts County FC, de la League Two anglesa.

## Selecció
Jorge Andrade ha estat internacional amb Portugal en 51 ocasions, tot marcant tres gols. Va participar en el Mundial del 2002 i a l'Eurocopa del 2004, celebrada precisament al seu país.